# Mormaço
Mormaço is een gemeente in de Braziliaanse deelstaat Rio Grande do Sul. De gemeente telt 2.713 inwoners (schatting 2009).